# Колесниченко, Игорь Андреевич
И́горь Андре́евич Колесниче́нко (укр. Ігор Андрійович Колесніченко; 19 декабря 1987, Делятин — 29 мая 2022, Новолуганское) — украинский военнослужащий, сержант, участник российско-украинской войны. Герой Украины (8 июля 2023, посмертно).

## Биография
Игорь Колесников родился 19 декабря 1987 года в поселке Делятин Надворнянского района Ивано-Франковской области Украинской ССР.
Во время вторжения России на Украину Игорь Колесников командовал отделением механизированного взвода механизированной роты батальона. В мае 2022 года участвовал в боях в районе Новолуганского Бахмутского района Донецкой области. Погиб 29 мая 2022 года во время артобстрела. Похоронен 6 июня 2022 года на кладбище в посёлке Делятин Ивано-Франковской области.
Родные погибшего военнослужащего получили высокую государственную награду 1 октября 2023 года из рук Президента Украины Владимира Зеленского в День защитников и защитниц Украины на территории Национального историко-архитектурного музея «Киевская крепость» в присутствии военно-политического руководства государства и иностранных дипломатов.

## Награды
- Звание «Герой Украины» с вручением ордена «Золотая Звезда» (8 июля 2023, посмертно) — за личное мужество и героизм, проявленные в защите государственного суверенитета и территориальной целостности Украины, верность военной присяге[5].